# Saint-Hippolyte (Charente Marítim)
Saint-Hippolyte és un municipi francès situat al departament del Charente Marítim i a la regió de la Nova Aquitània. L'any 2007 tenia 1.202 habitants.

## Demografia

### Població
El 2007 la població de fet de Saint-Hippolyte era de 1.202 persones. Hi havia 463 famílies de les quals 98 eren unipersonals (45 homes vivint sols i 53 dones vivint soles), 168 parelles sense fills, 168 parelles amb fills i 29 famílies monoparentals amb fills.
La població ha evolucionat segons el següent gràfic:
Habitants censats

### Habitatges
El 2007 hi havia 514 habitatges, 465 eren l'habitatge principal de la família, 12 eren segones residències i 37 estaven desocupats. 507 eren cases i 5 eren apartaments. Dels 465 habitatges principals, 379 estaven ocupats pels seus propietaris, 69 estaven llogats i ocupats pels llogaters i 17 estaven cedits a títol gratuït; 13 tenien dues cambres, 41 en tenien tres, 145 en tenien quatre i 266 en tenien cinc o més. 357 habitatges disposaven pel capbaix d'una plaça de pàrquing. A 208 habitatges hi havia un automòbil i a 222 n'hi havia dos o més.

### Piràmide de població
La piràmide de població per edats i sexe el 2009 era:
| Homes | Edats   | Dones |
| ----- | ------- | ----- |
| 0     | 95 o +  | 0     |
| 0     | 90 a 94 | 0     |
| 8     | 85 a 89 | 12    |
| 20    | 80 a 84 | 4     |
| 8     | 75 a 79 | 20    |
| 28    | 70 a 74 | 20    |
| 20    | 65 a 69 | 28    |
| 20    | 60 a 64 | 28    |
| 40    | 55 a 59 | 16    |
| 40    | 50 a 54 | 36    |
| 52    | 45 a 49 | 40    |
| 28    | 40 a 44 | 48    |
| 48    | 35 a 39 | 36    |
| 48    | 30 a 34 | 52    |
| 36    | 25 a 29 | 32    |
| 4     | 20 a 24 | 12    |
| 28    | 15 a 19 | 56    |
| 36    | 10 a 14 | 28    |
| 60    | 5 a 9   | 40    |
| 44    | 0 a 4   | 44    |

## Economia
El 2007 la població en edat de treballar era de 783 persones, 559 eren actives i 224 eren inactives. De les 559 persones actives 487 estaven ocupades (278 homes i 209 dones) i 71 estaven aturades (29 homes i 42 dones). De les 224 persones inactives 69 estaven jubilades, 75 estaven estudiant i 80 estaven classificades com a «altres inactius».

### Ingressos
El 2009 a Saint-Hippolyte hi havia 510 unitats fiscals que integraven 1.347 persones, la mediana anual d'ingressos fiscals per persona era de 16.743 €.

### Activitats econòmiques
Dels 39 establiments que hi havia el 2007, 2 eren d'empreses alimentàries, 2 d'empreses de fabricació d'altres productes industrials, 11 d'empreses de construcció, 9 d'empreses de comerç i reparació d'automòbils, 4 d'empreses d'hostatgeria i restauració, 2 d'empreses financeres, 2 d'empreses immobiliàries, 1 d'una empresa de serveis, 3 d'entitats de l'administració pública i 3 d'empreses classificades com a «altres activitats de serveis».
Dels 16 establiments de servei als particulars que hi havia el 2009, 3 eren tallers de reparació d'automòbils i de material agrícola, 4 paletes, 3 guixaires pintors, 1 fusteria, 2 electricistes, 1 perruqueria i 2 restaurants.
Dels 3 establiments comercials que hi havia el 2009, 1 era una botiga de menys de 120 m², 1 una fleca i 1 una carnisseria.
L'any 2000 a Saint-Hippolyte hi havia 39 explotacions agrícoles que ocupaven un total de 1.024 hectàrees.

## Equipaments sanitaris i escolars
El 2009 hi havia una escola elemental.

## Poblacions més properes
El següent diagrama mostra les poblacions més properes.